# San Miguel de Bernuy
San Miguel de Bernuy is een gemeente in de Spaanse provincie Segovia in de regio Castilië en León met een oppervlakte van 18,32 km². San Miguel de Bernuy telt 148 inwoners (1 januari 2016).

## Demografische ontwikkeling
Bron: INE, 1857-2011: volkstellingen